# L'Auriòu de Liuron
L'Auriòu de Liuron (en francès Loriol-sur-Drôme) és un municipi francès del departament de la Droma, a la regió d'Alvèrnia-Roine-Alps.